# Сосна, Алексей Леонидович
Алексей Леонидович Сосна (настоящая фамилия Пинус, род. 25 мая 1959 года) — поэт, литературный куратор, искусствовед, член Московского союза литераторов; основатель музея «Зверевский центр современного искусства».

## Биография
После окончания технического вуза работал сменным мастером на заводе им. Лихачёва. Дружил с Виктором Романовым-Михайловым, Анатолием Зверевым, Венедиктом Ерофеевым, Борисом Бичом, Сергеем Бордачёвым, Дмитрием Плавинским.
В 1984 году поступил в Литературный институт им. Горького и окончил его в 1990 году. В конце 80-х поэт познакомился с кругом авторов салона Натальи Осиповой и самиздатского альманаха «Эпсилон-салон» Николая Байтова. Параллельно руководил литературными объединениями в Зеленограде, в библиотеке на Войковской, в Чеховской библиотеке. Из последней был уволен в 1988 году после проведения первого в стране юбилейного вечера Александра Солженицына.
В должности сотрудника-воспитателя общежития Литинститута организовал выступления и презентации ряда авторов: Александра Ерёменко, Всеволода Некрасова, художника Франциско Инфанте. После вечера Венедикта Ерофеева (февраль 1989 г.) был уволен.. Окончив институт, основал и возглавлял несколько лет некоммерческое московское издательство «P.S. (Постскриптум)". Учредитель и директор с 1992 г. музея «Зверевский центр современного искусства» — московской художественной институции, занимающейся экспериментальным искусством.
В 2004 году стал организатором первой персональной выставки Алексея Хвостенко в России. В 2011 году выступал в защиту Александра Савко во время суда над художником.
В 2014 году поэт стал участником трёх автобиографических бесед в рамках фонда «Устная история». Позже, также в рамках этого проекта, он был ведущим интервью с Никитой Алексеевым (2015), Бахытом Кенжеевым (2021) и Алексеем Цветковым (2021).
Участник 5-го Международного Фестиваля поэзии "Киевские лавры" 2010 , Форума Русской Культуры в Европе   «СловоНово» 2019  и 2021 , поэтического слэма Нью-Йорк-Москва  в Зверевском центре современного искусства в 2007 году.

## Поэзия
Поэт Владимир Тучков писал о стихах поэта в журнале Знамя: «И если обычно Сосна мягок, улыбчив и лексически богат, а то и избыточен, то в стихах он страшен! Лично я побаиваюсь, когда он эти стихи декламирует. Вид его ужасен, на лице блуждает зловещая улыбка, которая резко сменяется гримасами боли, отчаяния, ярости. Не слова он швыряет в оробевший зал, булыжники. И многие из них матерного свойства, чего обычно, в устной речи, за Сосной не водится».